# Gunna (rappeur)
Gunna, de son vrai nom Sergio Kitchens né le 14 Juin 1993 à College park (Géorgie) , est un rappeur et chanteur américain  originaire d'Atlanta.

## Biographie

### Jeunesse et débuts
Sergio Giavanni Kitchens naît et grandit à College Park, dans la banlieue d'Atlanta, où il est élevé par sa mère monoparentale. Il a quatre frères aînés, dont l'un d’eux décède en 2006.
Inspiré par les rappeurs Lil Wayne, Juvenile, Lil Boosie et Drake, il commence à faire de la musique à l'âge de 15 ans. Il publie sa première mixtape intitulée Hard Body sous le nom de Yung Gunna en 2013. En 2015, par l'intermédiaire d'un ami, il rencontre le rappeur Young Thug ; lequel le signe sur son label YSL Records et devient son mentor. En août 2016, Young Thug invite Gunna sur le titre Floyd Mayweather issue de sa mixtape Jeffery. Deux mois plus tard, en octobre 2016, il publie la mixtape Drip Season. En mai 2017, il dévoile Drip Season 2, projet comprenant des collaborations avec notamment Offset, Playboi Carti et Young Thug. Il s'ensuit l'EP Drip or Drown en novembre 2017, puis la mixtape Drip Season 3 en février 2018. 

### Drip HarderetDrip or Drown II(2018-2020)
En avril 2018, Gunna dévoile le single Sold Out Dates en collaboration avec Lil Baby après que la démo ait fuitée sur Internet, l'accueil massivement positif qu'a reçu la démo ayant poussé les deux rappeurs à sortir le titre hâtivement,. Sold Out Dates est certifié single de platine en novembre 2021. La même année, et aux côtés du rappeur canadien NAV, il figure sur le titre Yosemite de Travis Scott et issu de l'album Astroworld. Le titre se place directement à la 25e place du Billboard Hot 100 et se voit certifié single de platine en juillet 2019,.
En septembre 2018, le natif de College Park et Lil Baby dévoilent Drip Too Hard, premier single de leur album conjoint Drip Harder. Le single rencontre un grand succès, culminant à la 4e place du Billboard Hot 100, étant certifié single de diamant et se voyant nommé pour le Grammy Award de la meilleure collaboration rap/chant en 2020,.  L'album, quant à lui, s'écoule à 130 000 exemplaires lors de sa première semaine d'exploitation, atteint directement la 4e place du Billboard 200, et huit des treize titres du projet se placent dans le Billboard Hot 100. L'album est certifié disque de platine en septembre 2019. Deux mois plus tard, en novembre, il figure en featuring sur le titre Stay Long Love You issu du quinzième album studio de la diva Mariah Carey.
Le 22 février 2019, Gunna sort son premier album studio intitulé Drip or Drown II, porté par les singles One Call et Speed It Up,,. Drip or Drown II s'écoule à 90 000 exemplaires lors de sa première semaine d'exploitation, atteignant ainsi la 3e place du Billboard 200, et est certifié disque d'or en novembre 2019. La même année, il est nommé dans la XXL Freshman Class 2019.
En mars 2020, NAV invite Gunna et Travis Scott en featuring sur le titre Turks, certifié single de platine plus tard dans l'année.

### WUNNAetDS4Ever(2020-2022)
Le 22 mai 2020, le rappeur dévoile son deuxième album studio : WUNNA. L'album atteint la 1re place du Top Albums américain en se vendant à 111 000 exemplaires lors de sa première semaine d'exploitation.
Le 7 janvier 2022, Gunna sort DS4Ever, son troisième album studio et le quatrième opus de sa série Drip Season. Comprenant des collaborations avec 21 Savage, Chris Brown, Future, G Herbo, Kodak Black, Lil Baby, Nechie, Roddy Ricch, Young Thug et Yung Bleu (en), l'album s'écoule à 150 300 exemplaires lors de sa première semaine d'exploitation devenant ainsi le 2e album du rappeur à trôner à la première place du Billboard 200, devançant l'album Dawn FM du chanteur The Weeknd sorti le même jour,,,,.

### A Gift & a Curse,One of Wun et The Last Wun(2022-2025)
Cinq mois après être sorti de détention, Gunna délivre le single Bread & Butter, dans lequel il évoque son arrestation et adresse les rumeurs de mouchardage l'entourant suivant sa libération.
Annoncé la veille, à l'occasion du 30e anniversaire du rappeur, le 5e album studio de Gunna, A Gift & a Curse, sort le 16 juin 2023,. L'album, lequel ne comprend aucun featurings, s'écoule à 85 000 exemplaires au terme de sa première semaine d'exploitation et atteint la 3e place du Billboard 200.
Issu de l'album, le titre fukumean rencontre un grand succès et devient un des hits de l'été 2023. La chanson culmine à la 4e place du Billboard Hot 100, et est certifiée single de platine en octobre 2023.
Le 10 mai 2024 parait le cinquième album studio de Gunna : One of Wun. Porté par le single Prada Dem en collaboration avec Offset, l'album se vend à 91 000 exemplaires lors de sa première semaine de commercialisation, se plaçant à la 2e place du Billboard 200,.
Le 8 août 2025 sort le sixième album studio de Gunna : The Last Wun. Mis en avant par la sortie anticipée de titres comme him all along ou won't stop, le projet se compose de 25 morceaux et accueille la collaboration de nombreux artistes, comme Offset, Burna Boy, Wizkid, Nechie ou encore Asake,.

## Affaires judiciaires
Le 9 mai 2022, Young Thug, Yak Gotti, PeeWee Roscoe, Unfoonk et Gunna, ainsi qu'une vingtaine d'autres personnes affiliées à YSL Records, sont arrêtés dans le cadre d'une opération du FBI contre le crime organisé. Le 12 mai suivant, Gunna se livre à la police et est dès lors en attente de jugement pour avoir violé la loi RICO. Il est libéré le 15 décembre 2022 au terme d'une négociation de peine et après avoir plaidé coupable. La négociation de peine conclue condamne le rappeur à 5 ans de prison, dont un an ferme commué en 500 heures de travaux d'intérêt général, dont 350 dédiées à la sensibilisation des dangers des gangs auprès de jeunes gens.

## Hommage
Le 16 septembre 2021, le maire de South Fulton, Bill Edwards, déclare le 16 septembre comme « Gunna Day » pour honorer l'œuvre philanthropique locale du rappeur entreprise à travers sa structure Gunna Great Giveaway Foundation.

## Discographie

### Albums studio
- 2019 : Drip or Drown 2
- 2020 : WUNNA
- 2022 : DS4Ever
- 2023 : A Gift & a Curse
- 2024 : One Of Wun
- 2025 : The Last Wun

### EP
- 2017 : Drip or Drown

### Mixtapes
- 2013 : Hard Body
- 2016 : Drip Season
- 2017 : Drip Season 2
- 2018 : Drip Season 3
- 2018 : Drip Harder (avec Lil Baby)